# 長谷川圭
長谷川 圭（はせがわ けい）は、日本の起業家。

## 中心市街地活性化の専門家
- 経済産業省主管の中小企業基盤整備機構に登録されたタウンマネージャーおよび商業活性化アドバイザーとして活動[1][2]。
- 2005年には、中心市街地の駐車場無料化モデルを導入し、商店街の活性化に貢献。
- 同年、経済産業省の「がんばる商店街77選」に選出。

## クレープブリュレの開発者
- 世界初の「クレープブリュレ」を2005年に開発・販売開始。
- コムクレープ創業者として、2009〜2019年には三越、伊勢丹、高島屋などの百貨店催事に出店。
- 2016年からは東京・原宿に常設店を出店。
- 「ヒルナンデス」[3]「ZIP！」「王様のブランチ」など多数のメディアで紹介。

## ブランド展開
- 2024年、新ブランド「クレープブリュレトーキョー」[4]をプロデュース。
  - 本物のクレープブリュレとクリーム商品「MURASAME」を販売。

## 政治活動
- 2010年、日本創新党に入党し、政治活動を開始。
- 2020年、日本維新の会に入党。
- 2023年の統一地方選で豊島区議会議員選挙に立候補。
- 独自の道州制構想：
  - 「東京州構想」：東京23区の一部を政府直轄に。
  - 「11分割道州制＝11ジャパン」：衆院比例ブロックに連動。
- 発達障害当事者として、ASD（自閉スペクトラム症）初の国会議員政策担当秘書に挑戦予定。

## 事故とリハビリ
- 2024年2月1日、渋谷区にて歩行中に三喜タクシーに轢かれる交通事故に遭遇。
- 右半身（肩・腕・腰・足）に後遺障害を負い、現在もリハビリ中。

## 略歴
- 1969年8月 - 日本でASD（自閉スペクトラム症）で誕生。母親は樺太（現在のロシア連邦サハリン）生まれ。
- 1991年9月 - 22歳で宣伝会議コピーライター養成講座修了。コピーライターで就職。
- 1998年4月 - 広告企画室フレーズを設立。コピーライターで独立。
- 2000年3月 - 朝日広告賞入賞。
- 2000年4月 - 広告代理店フレーズエンタープライズを設立。
- 2001年3月 - TOCC仲畑貴志準特別審査員賞受賞。
- 2001年12月 - 株式会社フレーズを創業。
- 2002年3月 - TOYAMAADC副田高行特別審査員賞受賞。
- 2004年4月 - 国内1号店コムクレープをオープン。
- 2005年4月 - 独立行政法人中小企業基盤整備機構元中心市街地活性化タウンマネージャー登録。
- 2005年4月 - 世界初クレープブリュレの製造発売開始。
- 2006年4月 - 独立行政法人中小企業基盤整備機構中心市街地商業活性化アドバイザー登録。
- 2007年3月 - 中心市街地活性化タウンマネージメントモデル「駐車場無料デー」経産省がんばる商店街77選に選出。
- 2009年9月 - 日本テレビ全国うまいもの博への出店開始。
- 2013年9月 - 中心市街地活性化タウンマネージメントモデル「iモール」をビジネスモデル特許出願。
- 2014年9月 - 中心市街地活性化タウンマネージメントモデル「iモール」を商標登録。
- 2015年4月 - 中心市街地活性化タウンマネージメントモデル「iモール」をNTTドコモiモード公式サイト登録。
- 2015年4月 - 国内ライセンス1号店2号店をイオンモール岡山と越谷レイクタウンにオープン。
- 2016年7月 - 国内2号店コムクレープ原宿店をオープン。[5]
- 2017年7月 - 国内4号店コムクレープ自由が丘店[6][7]をオープン。
- 2022年3月 - 国内16号店コムクレープクレーピエケイハセガワトーキョー原宿をオープン。
- 2024年4月 - 国内個人向けFCブランドをクレーピエトーキョーに統一。海外FCブランドをコムクレープに限定。
- 2025年4月 - クレープブリュレ専用クリーム「MURASAME」を開発。最上級ブランド「クレープブリュレトーキョー」を創設。

## 著書
- 『HOORAYS POSTCARD』シーエーピー、1998年。
- 『わたしをみつけてくれて、ありがとう。HOORAYS』 愛育社、2001年。ISBN 4-7500-0241-0。[8]
- 『完結しない写真集フォトグラ』NTTドコモ北陸、2005年。ISBN 978-4906387496。
- 『地域メディアが地域を変える』日本経済評論社、2009年。ISBN 978-4818820487。[9]
- 『地域活性化ビジネス』みずほ総研、2013年。ISBN 978-4492212073。

## 社会活動
- 2007年度／中心市街地での駐車場無料化モデルの成功で経済産業省がんばる商店街77選[10]
- 2010年度／日本創新党に入党する。
- 2020年度／日本維新の会に入党する。
- 2023年度／統一地方選にて豊島区区議会議員選挙に立候補。
- 2025年～／道州制導入における「九州合併道州制」「東京州構想」「道州制11ジャパン」を発表。